# Сборная Лихтенштейна по футболу (до 19 лет)
Сборная Лихтенштейна по футболу до 19 лет представляет сборную Лихтенштейна из игроков до 18 или до 19 лет на международных турнирах по футболу. Из так называемых «карликовых» сборных по футболу она смогла в качестве сборной страны-хозяйки выступить на чемпионате Европы 2003 года среди игроков не старше 19 лет, заняв последнее место в группе, но сумев поразить ворота итальянцев и норвежцев на групповом этапе.

## Состав
Данные с официального сайта Лихтенштейнского футбольного союза
| Имя                   | Дата рождения            |
| --------------------- | ------------------------ |
| Михаэль Альдер        | 23 февраля 1998 (27 лет) |
| Мендерес Каглар       | 20 июля 1999 (25 лет)    |
| Седрик Шевалли        | 5 февраля 1999 (26 лет)  |
| Алессандро Крешенти   | 2 мая 1998 (26 лет)      |
| Эдин Дурмуси          | 12 февраля 1998 (27 лет) |
| Михаэль Фозер         | 2 сентября 1998 (26 лет) |
| Юлиан Фрикс           | 23 июня 1999 (25 лет)    |
| Рамон Гартманн        | 24 апреля 1999 (25 лет)  |
| Суад Герзич           | 14 декабря 1999 (25 лет) |
| Рафаэль Грюненфельдер | 20 марта 1999 (26 лет)   |
| Нуркан Ибраими        | 11 марта 1998 (27 лет)   |
| Данило Йоццо          | 15 марта 1998 (27 лет)   |
| Паскаль Коллер        | 30 апреля 1999 (25 лет)  |
| Джулиано Ламорте      | 30 апреля 1999 (25 лет)  |
| Шкельким Мамути       | 6 августа 1999 (25 лет)  |
| Ноа Массари           | 31 июля 1999 (25 лет)    |
| Мартин Марксер        | 4 октября 1999 (25 лет)  |
| Мануэль Микус         | 13 июля 1999 (25 лет)    |
| Юстин Оспельт         | 7 сентября 1999 (25 лет) |
| Коопер Квадерер       | 17 февраля 1998 (27 лет) |
| Элиас Квадерер        | 7 февраля 1998 (27 лет)  |
| Лука Саблё            | 6 апреля 1999 (25 лет)   |
| Аргьенд Шабани        | 13 октября 1998 (26 лет) |
| Давид Шписс           | 4 октября 1998 (26 лет)  |
| Роман Шпириг          | 7 января 1998 (27 лет)   |
| Джордже Жаркович      | 4 ноября 1998 (26 лет)   |